# Volodymyr Doema
Volodymyr Doema (Oekraïens: Володимир Дума) (Choest, 2 maart 1972) is een Oekraïens voormalig wielrenner. Hij nam tweemaal deel aan de Olympische Spelen, maar won hierbij geen medailles.

## Carrière
In 1998 is de carrière van Doema gestart bij de wielerploeg Scrigno-Gaerne. In zijn eerste beroepsjaar won hij een etappe in de Ronde van Zwitserland. In 2000 wisselde hij van team en ging rijden bij Ceramiche Panaria en werd Oekraïens kampioen op de weg. In zijn laatste jaar bij het Italiaanse team won hij de GP Industria & Commercio di Prato, een eendaagse wedstrijd. In 2003 reed hij voor het Belgische team Landbouwkrediet-Colnago. Met dit team won hij een etappe in de Regio-Tour in Baden-Württemberg.
Doema deed namens Oekraïne mee aan de wegwedstrijden van Olympische Spelen van 2000 in Sydney en de Olympische Spelen van 2004 in Athene. In de wedstrijd van 2000 eindigde hij als 27e, vier jaar later stapte hij vroegtijdig af.

## Belangrijkste overwinningen
1993
7e etappe Vredeskoers
1998
 Oekraïens kampioen op de weg, Elite
6e etappe Ronde van Zwitserland
1999
5e etappe Ronde van de Abruzzen
2000
2e etappe Ronde van de Abruzzen
2002
GP Industria & Commercio di Prato
2003
4e etappe Regio Tour International
2006
2e etappe Ronde van Japan
Eindklassement Ronde van Japan
2010
Eindklassement Bałtyk-Karkonosze-Tour

## Resultaten in voornaamste wedstrijden
| Jaar | Ronde van Italië | Ronde van Frankrijk | Ronde van Spanje |
| ---- | ---------------- | ------------------- | ---------------- |
| 1998 | 90e              |                     |                  |
| 1999 | 40e              |                     |                  |
| 2000 | 38e              |                     |                  |
| 2001 | 36e              |                     | 105e             |
| 2002 | 36e              |                     |                  |
| 2003 | 42e              |                     |                  |
| 2004 | 65e              |                     |                  |

| Jaar | Milaan-San Remo | Amstel Gold Race | Luik-Bast.‑Luik | Ronde van Lombardije | Parijs-Tours |  | WK op de weg |
| ---- | --------------- | ---------------- | --------------- | -------------------- | ------------ |  | ------------ |
| 1998 |                 |                  | 19e             |                      | 45e          |  | opgave       |
| 1999 | 121e            |                  | 34e             |                      |              |  |              |
| 2000 |                 |                  |                 | opgave               |              |  | opgave       |
| 2001 | 118e            |                  |                 | 14e                  |              |  | 48e          |
| 2002 | 123e            |                  |                 | 27e                  |              |  |              |
| 2003 | 34e             | 56e              | 68e             | 76e                  |              |  | opgave       |
| 2004 | 137e            | opgave           | 121e            | 16e                  |              |  | 71e          |

Advejev · Anzà · Bernucci · Bileka · Bracke · Capelle · De Waele · Dierckxsens · Doema · Hrysjtsjenko · Lievens · Lucchini · Metloesjenko · Popovytsj · Scamardella · Steels · Streel · Stremersch · Timosjin · Vaitkus · Van Landeghem · Van Speybroeck · Verstrepen · Weynants · Draux (stagiair) · Monfort (stagiair) · Wijnands (stagiair)
Advejev · Anzà · Bernucci · Bileka · Bracke · Capelle · De Waele · Dierckxsens · Doema · Durand · Gasperoni · Hrysjtsjenko · Lagoetin · Metloesjenko · Monfort · Popovytsj · Sijmens · Steels · Streel · Timosjin · Vaitkus · Van Bondt · Verstrepen · Lebeau (stagiair) · Simon (stagiair) · Van Loocke (stagiair)